# 박소연 (1997년)
박소연(1997년 10월 26일~ )은 대한민국의 KBS 기상 캐스터다.

## 학력
- 한양대학교 생활과학대학 의류학과 학사

## 경력
- 광주방송 리포터
- 2022년 6월 ~ 2023년 9월 : 채널A 기상캐스터
- 2023년 10월 ~ 현재 : 한국방송공사 기상캐스터